# Warsan Shire
Warsan Shire FRSL (sinh ngày 1 tháng 8 năm 1988) là một nhà văn, nhà thơ, biên tập viên và giáo viên người Anh, có cha mẹ người Somalia và sinh ra ở Kenya. Năm 2013, cô được trao giải khai mạc Giải thưởng thơ châu Phi của Đại học Brunel, được chọn từ danh sách rút gọn gồm sáu ứng cử viên trong tổng số 655 bài dự thi. Câu nói của cô "Không ai rời khỏi nhà trừ khi/nhà là miệng của một con cá mập", từ bài thơ "Conversations about Home (at a deportation center)", đã được gọi là "một cuộc gọi biểu tình cho người tị nạn và những người ủng hộ họ".

## Cuộc đời
Sinh ra vào ngày 1 tháng 8 năm 1988 ở Kenya với bố mẹ người Somali, Shire di cư cùng gia đình đến Vương quốc Anh khi mới một tuổi.. Bà có bốn anh chị em. Bà có bằng cử nhân nghệ thuật sáng tác văn học. Kể từ năm 2015, bà chủ yếu cư trú tại Los Angeles.
Năm 2011, bà phát hành Teaching My Mother How To Give Birth, một tập thơ được xuất bản bởi Flipped eye. Tuyển tập thơ cũng được phát hành vào năm 2016, cũng thông qua flipped eye.
Shire đã đọc thơ của cô ở nhiều địa điểm nghệ thuật khác nhau trên khắp thế giới, bao gồm ở Vương quốc Anh, Ý, Đức, Bắc Mỹ, Nam Phi và Kenya. Những bài thơ của cô đã được xuất bản trong các ấn phẩm văn học khác nhau, bao gồm Poetry Review, Magma và Wasafiri. Ngoài ra, câu thơ của Shire đã được đặc trưng trong các tuyển tập Salt Book of Younger Poets (Salt, 2011) và Ten: The New Wave (Bloodaxe, 2014). Thơ của bà cũng đã được dịch sang một số ngôn ngữ, bao gồm tiếng Ý, tiếng Tây Ban Nha, tiếng Bồ Đào Nha, tiếng Thụy Điển, tiếng Đan Mạch và tiếng Estonia.
Kể từ năm 2016, Shire đang thực hiện tuyển tập thơ đầu tiên của mình, đã phát hành một cuốn sách nhỏ phát hành giới hạn có tên Her Blue Body vào năm 2015. Bà là biên tập thơ tại tạp chí SPOOK và bà dạy các hội thảo về thơ trên toàn cầu và trực tuyến cho mục đích nghệ thuật.
Thơ của Shire nổi bật trong bộ phim dài năm 2016 của Beyoncé Lemonade. Sự quan tâm của Knowles-Carter trong việc sử dụng tác phẩm của Shire đã được khơi dậy bằng tác phẩm của Shire "For Women Who Are Difficult to Love".

## Giải thưởng và danh dự
Shire đã nhận được nhiều giải thưởng cho tác phẩm của mình. Vào tháng 4 năm 2013, bà đã được trao giải khai mạc Giải thưởng thơ châu Phi của Đại học Brunel, một giải thưởng dành cho các nhà thơ chưa xuất bản một tập thơ dài. She was chosen from a shortlist of six candidates out of a total 655 entries.
Vào tháng 10 năm 1987, Shire đã được chọn từ một danh sách rút gọn gồm sáu người là Nhà thơ trẻ đầu tiên cho Luân Đôn. Vinh dự này là một phần trong chương trình Spoke của London Legacy Development Corporation, tập trung vào việc quảng bá nghệ thuật và văn hóa tại Công viên Olympic Nữ hoàng Elizabeth và khu vực xung quanh.
Năm 2014, Shire cũng được chọn làm nhà thơ của Queensland, Úc, phối hợp với Trung tâm biểu diễn nghệ thuật của thổ dân trong khoảng thời gian sáu tuần.
Vào tháng 6 năm 2018, Shire đã được bầu làm Uỷ viên của Hiệp hội văn học Hoàng gia trong sáng kiến "40 Under 40".

## Tác phẩm
- Teaching My Mother How To Give Birth (Flipped eye, 2011), ISBN 1905233299
- Her Blue Body (flap pamphlet series, Flipped eye, 2015), ISBN  978-1905233489
- Poems including "The Unbearable Weight of Staying", "Dear Moon", "How to Wear Your Mother's Lipstick", "Nail Technician as Palm Reader", and "For Women Who Are Difficult to Love" featured on Lemonade: A Visual Album by Beyoncé (2016)[12]
- Penguin Modern Poets 3: Your Family, Your Body by Malika Booker, Sharon Olds, Warsan Shire (Penguin, 2017). ISBN 0141984023